# Поместный собор Православной российской церкви (1917—1918)

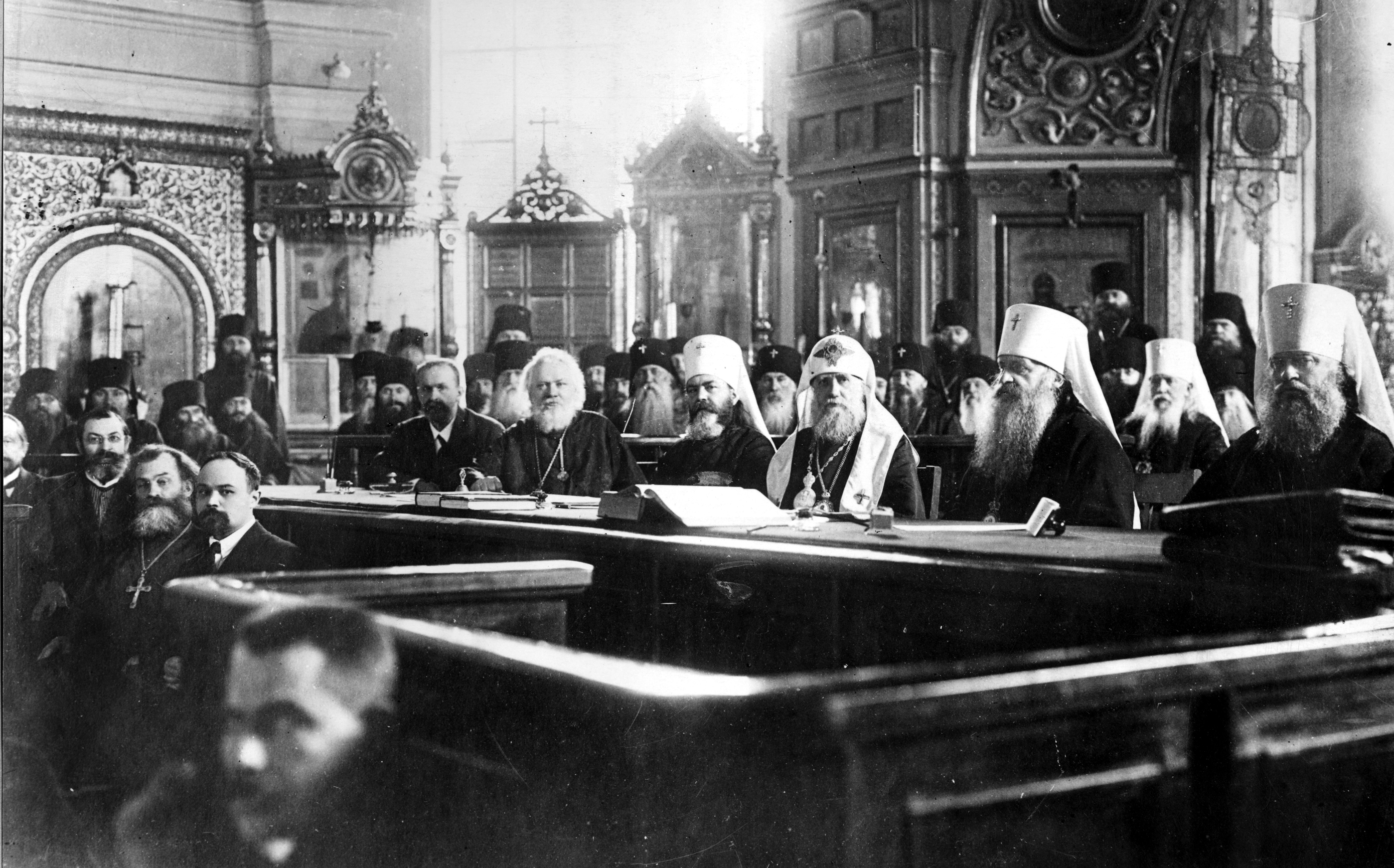
Заседание собора в Московском епархиальном доме

Поме́стный собо́р Правосла́вной росси́йской це́ркви (Всероссийский поместный собор; официальное именование: Священный собор Православной российской церкви) — первый с конца XVII века Поместный собор Православной Российской Церкви, открывшийся 15 (28) августа 1917 года в Успенском соборе Московского Кремля. Важнейшим его решением было восстановление 21 ноября (4 декабря) 1917 года патриаршества в Российской церкви, положившее конец синодальному периоду в истории Русской церкви.
Собор заседал больше года, до 7 (20) сентября 1918 года; рабочие заседания («соборные занятия») проходили в Московском епархиальном доме в Лиховом переулке. Собор совпал с такими важными событиями русской истории, как война с Германией, выступление генерала Лавра Корнилова, провозглашение в России Республики (1 (14) сентября 1917 года), падение Временного правительства и Октябрьская революция, разгон Учредительного Собрания, издание Декрета об отделении церкви от государства и начало Гражданской войны. Собор сделал заявления в ответ на некоторые из этих событий. Большевики, чьи действия и узаконения прямо осуждались Собором (или лично Патриархом), не чинили прямых препятствий проведению занятий Собора.
Собор, подготовка к которому велась с начала 1900-х годов, открылся в период господства антимонархических настроений в обществе и Церкви. В состав Собора входили 564 члена, в том числе 265 — от иерархии и духовенства, 299 — от мирян. Присутствовали глава Временного правительства Александр Керенский, министр внутренних дел Николай Авксентьев, представители печати и дипломатического корпуса.

## Подготовка Собора
В 1901—1903 годах в Санкт-Петербурге проходили «религиозно-философские собрания» представителей интеллигенции и духовенства под председательством епископа Ямбургского Сергия (Страгородского); окончательно вызрела мысль о необходимости созыва Поместного собора и реорганизации высшего церковного управления.
В 1906 году согласно определению Святейшего синода № 127 от 14 января, Высочайшим указом от 16 января было учреждено Предсоборное присутствие, закрытие которого состоялось 15 декабря 1906 года. Предсоборным присутствием было сформировано семь отделов. В 1906—1907 годах были напечатаны четыре тома «Журналов и протоколов» Присутствия.
Высочайшим повелением от 28 февраля 1912 года учреждалось «при Святейшем Синоде постоянное, впредь до созыва собора, предсоборное совещание» (в более ограниченном составе, чем Присутствие, — для «всякого рода подготовительных к собору работ, в коих может оказаться необходимость»), председателем которого 1 марта император утвердил, по предложению Синода, архиепископа Финляндского Сергия (Страгородского).

## Созыв Собора
29 апреля 1917 года Святейший правительствующий синод Российской православной церкви одобрил проект обращения к архипастырям и пастырям и всем верным чадам Российской православной церкви, гласившего:
Давно уже в умах православных русских людей жила мысль о необходимости созыва Всероссийского Поместного Собора для коренных изменений в порядке управления Российской Православной Церкви и вообще для устроения нашей церковной жизни на незыблемых началах, данных Божественным Основателем и Главою Церкви в Священном Писании и в правилах св. Апостолов, св. Вселенских и Поместных Соборов и св. Отец. Происшедший у нас государственный переворот, в корне изменивший нашу общественную и государственную жизнь, обеспечил и Церкви возможность и право свободного устроения. Заветная мечта русских православных людей теперь стала осуществимой, и созыв Поместного Собора в возможно ближайшее время сделался настоятельно необходимым <…>
В заседании 5 июля 1917 года Святейший синод по докладу Предсоборного совета о времени и месте созыва «Чрезвычайного Поместного Собора Православной Всероссийской Церкви» назначил открытие его «в день честнаго Успения Пресвятыя Богородицы 15-го августа 1917 года в богоспасаемом граде Москве».
10—11 августа 1917 года Святейший синод принял «Устав Поместного Собора», который, в частности, несколько менял норму «Положения» в части членства в Соборе: «Собор образуется из Членов по выборам, по должности, и по приглашению Святейшего Синода и самого Собора». «Устав» принимался в качестве «руководственного правила» — до принятия самим Собором его устава; документ определял, что Поместный собор обладает всей полнотой церковной власти для устроения церковной жизни «на основе Слова Божия, догматов, канонов и предания Церкви».
11 августа 1917 года было опубликовано постановление Временного правительства о правах Священного собора.

## Состав, полномочия и органы Собора
Согласно принятому Предсоборным советом 4 июля 1917 года «Положению о созыве Поместного собора Православной всероссийской церкви в Москве 15 августа 1917 года», в состав Собора входили члены по выборам, по должностям и по приглашению Святейшего синода. Основу Собора формировали епархиальные делегации, которые состояли из правящего архиерея, двоих клириков и троих мирян. Один из двух клириков должен был быть священником, а второй мог быть кем угодно, от псаломщика до викарного епископа. Клирики и миряне избирались на специальном епархиальном собрании, причём выборщики на это собрание избирались на уровне приходов, на приходских собраниях. Епархиальные делегации и составили основную массу соборян.
К участию в занятиях Священного собора были призваны по должности: члены Святейшего правительствующего синода и Предсоборного совета, все епархиальные архиереи (штатный епископат Российской церкви, викарные архиереи — по приглашению), два протопресвитера — Успенского собора и военного духовенства, наместники четырёх лавр, настоятели Соловецкого и Валаамского монастырей, Саровской и Оптиной пустыни; также по избранию: от каждой епархии по два клирика и по три мирянина, представители монашествующих, единоверцев, духовных Академий, воинов действующей армии, представители Академии наук, университетов, Государственного совета и Государственной думы. Выборы от епархий, согласно разработанным Предсоборным советом «Правилам», были трёхступенчатыми: 23 июля 1917 года в приходах избирались выборщики, 30 июля выборщики на собраниях в благочиннических округах избирали членов епархиальных избирательных собраний, 8 августа епархиальные собрания избирали делегатов на Поместный собор. Всего на Собор было избрано и назначено по должности 564 члена: 80 архиереев, 129 пресвитеров, 10 диаконов и 26 псаломщиков из белого духовенства, 20 монахов (архимандритов, игуменов и иеромонахов) и 299 мирян. Таким образом, миряне составляли большинство членов Собора, что было отражением господствовавших тогда чаяний к восстановлению «соборности» в Русской церкви. Однако, устав Священного собора предусматривал особую роль и полномочия епископата: вопросы догматического и канонического характера по их рассмотрении Собором подлежали утверждению на совещании епископов.
Своим Почётным председателем Собор утвердил старейшего иерарха Российской церкви митрополита Киевского Владимира; Председателем Собора был избран митрополит Московский Тихон. Был образован Соборный совет; учреждено 22 отдела, которые предварительно готовили доклады и проекты Определений, выносившихся на пленарные сессии.

## Ход работы Собора

### Первая сессия Собора. Избрание Патриарха
Первая сессия Собора, продолжавшаяся с 15 августа по 9 декабря 1917 года, была посвящена вопросам реорганизации высшего церковного управления: восстановления патриаршества, избрания патриарха, определения его прав и обязанностей, учреждения соборных органов для совместного с патриархом управления церковными делами, а также обсуждению правового положения Православной церкви в России.
С первой сессии Собора возникла острая дискуссия о восстановлении патриаршества (предварительное обсуждение вопроса находилось в компетенции Отдела о высшем церковном управлении; председатель Отдела — епископ Астраханский Митрофан (Краснопольский)). Наиболее активными поборниками восстановления патриаршества, наряду с епископом Митрофаном, выступали члены Собора архиепископ Харьковский Антоний (Храповицкий) и архимандрит (впоследствии архиепископ) Иларион (Троицкий). Противники патриаршества указывали на опасность того, что оно может сковать соборное начало в жизни Церкви и даже привести к абсолютизму в Церкви; среди видных противников восстановления патриаршества были профессор Киевской духовной академии Пётр Кудрявцев, профессор Александр Бриллиантов, протоиерей Николай Цветков, профессор Илья Громогласов, князь Андрей Чагадаев (мирянин от Туркестанской епархии), профессор Петербургской духовной академии Борис Титлинов, будущий идеолог обновленчества. Профессор Николай Кузнецов считал, что существует реальная опасность, что Священный синод, как исполнительный орган власти, действующий в межсоборный период, может превратиться в простой совещательный орган при Патриархе, что также явится умалением прав архиереев — членов Синода.

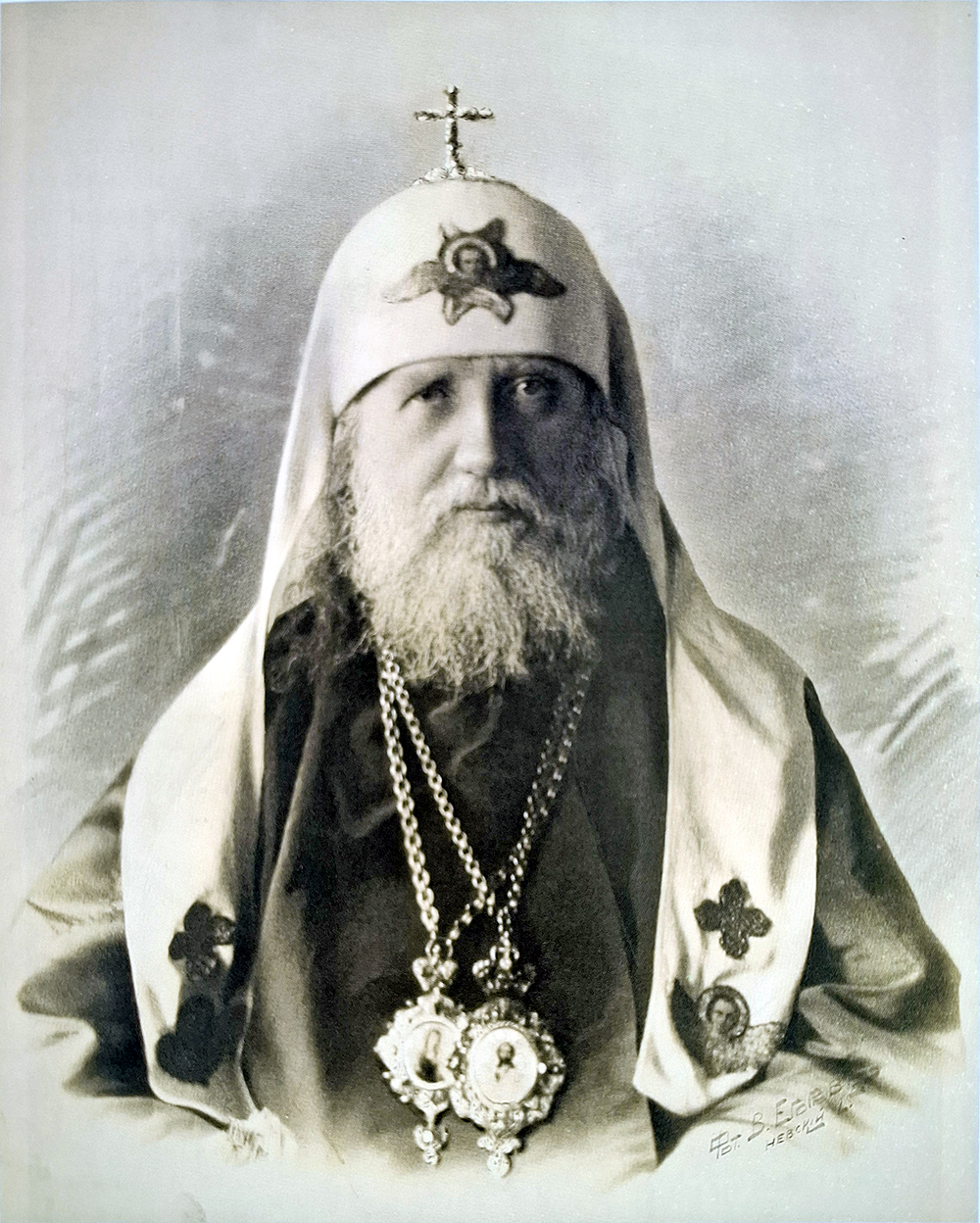
Патриарх Тихон

11 октября вопрос о патриаршестве был вынесен на пленарные заседания Собора. К вечеру 25 октября в Москве уже знали о победе большевиков в Петрограде.
28 октября 1917 года прения были прекращены. В заключительном слове епископ Астраханский Митрофан говорил: «Дело восстановления патриаршества нельзя откладывать: Россия горит, всё гибнет. И разве можно теперь долго рассуждать, что нам нужно орудие для собирания, для объединения Руси? Когда идёт война, нужен единый вождь, без которого воинство идёт вразброд». В тот же день было принято, а 4 ноября епископским совещанием утверждено «Определение по общим положениям о высшем управлении Православной Российской Церкви» (первое положение было принято в редакции профессора Петра Кудрявцева):

1. В Православной Российской Церкви высшая власть — законодательная, административная, судебная и контролирующая — принадлежит Поместному Собору, периодически, в определённые сроки созываемому, в составе епископов, клириков и мирян.
2. Восстановляется патриаршество, и управление церковное возглавляется Патриархом.
3. Патриарх является первым между равными ему епископами.
4. Патриарх вместе с органами церковного управления подотчётен Собору.

Около 13 часов 15 минут того же 28 октября Председатель митрополит Тихон объявил, что «поступило заявление за подписью 79 Членов Собора о немедленном, в ближайшем заседании, избрании записками трёх кандидатов в сан патриарха».
В заседании 30 октября вопрос о немедленном начале выборов кандидатов в патриархи был поставлен на голосование и получил 141 голос «за» и 121 «против» (12 воздержались). Был выработан порядок избрания патриарха в два этапа: тайным голосованием и посредством жребия: каждый член Собора подавал записку с одним именем; на основании поданных записок составлялся список кандидатов; по оглашении списка Собор избирал троих кандидатов подачею записок с указанием трёх имён из числа указанных в списке; имена первых троих, получивших абсолютное большинство голосов, полагались на святой престол; избрание из числа троих решалось вынутием жребия. Несмотря на возражения от ряда членов Собора, было принято решение «на сей раз выбирать патриарха из лиц священного сана»; сразу же затем было принято предложение профессора Павла Прокошева, которое позволяло голосовать за любое лицо, которое не имеет к тому канонических препятствий.
По результатам подсчёта 257 записок, были оглашены имена 25 кандидатов, включая Александра Самарина (три голоса) и протопресвитера Георгия Шавельского (13 голосов); наибольшее количество голосов получил архиепископ Антоний (Храповицкий) (101), далее шли Кирилл (Смирнов) и Тихон (23). Шавельский обратился с просьбой снять его кандидатуру.
В заседании 31 октября кандидатуры Самарина и протопресвитера Николая Любимова были отклонены со ссылкой на «вчерашнее постановление» (Любимов, кроме того, был женат). Были проведены выборы троих кандидатов из числа кандидатов списка; из 309 поданных записок архиепископ Антоний получил 159 голосов, архиепископ Новгородский Арсений (Стадницкий) — 148, митрополит Тихон — 125; абсолютное большинство, таким образом, получил только Антоний; оглашение его имени Председателем было встречено возгласами «Аксиос». В следующем туре голосования абсолютное большинство было получено только Арсением (199 из 305). В третьем туре из 293 записок (две было пустых) Тихон получил 162 голоса (результат был оглашён архиепископом Антонием).
В заседании 2 ноября Собор слушал спонтанные рассказы лиц, составивших во главе с митрополитом Тифлисскоим Платоном (Рождественским) посольство от Собора в Московский военно-революционный комитет для переговоров о прекращении кровопролития на улицах Москвы (Платону удалось иметь беседу с лицом, представившимся «Соловьёвым»). Поступило предложение тридцати членов (первый подписавший — архиепископ Евлогий (Георгиевский) «сегодня же совершить крестный ход целым Собором, <…> вокруг того района, где происходит кровопролитие». Ряд выступавших, включая Николая Любимова, призывали Собор не спешить с избранием Патриарха (намечалось на 5 ноября); но намеченная дата была принята в заседании 4 ноября.
5 (18) ноября 1917 после литургии и молебна в храме Христа Спасителя старец Зосимовой пустыни Алексий (Соловьёв) вынул жребий пред Владимирской иконой Божией Матери, перенесённой из расстрелянного незадолго до того Успенского собора; митрополит Киевский Владимир (Богоявленский) огласил имя избранного: «митрополит Тихон». Таким образом, избранником оказался кандидат, набравший наименьшее количество голосов. 21 ноября (4 декабря) того же года, в праздник Введения во храм Пресвятой Богородицы, в Успенском соборе была совершена интронизация наречённого и избранного Патриарха Московского и всея России Тихона.
2 (15) декабря 1917 года Собор приступил к обсуждению доклада «О правовом положении Российской Православной Церкви», который представляли профессор Московского университета Сергей Булгаков и профессор Киевской духовной академии Фёдор Мищенко; 2 декабря проект был принят на пленарном заседании Собора. Документом гласил, в частности:

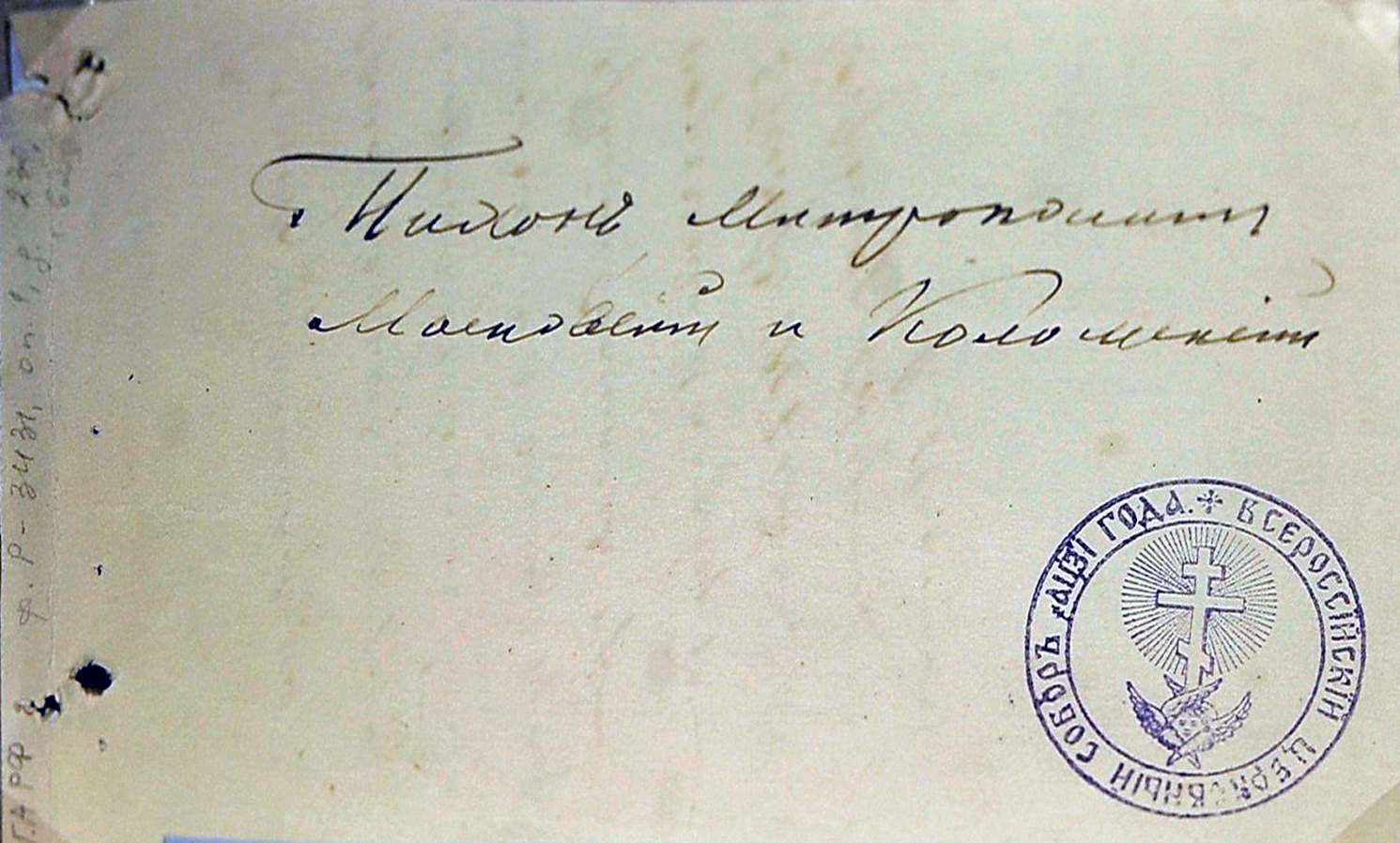
Жребий с именем митрополита Тихона

«Священный Собор Православной Российской Церкви признает, что <…> должны быть приняты Государством следующие основные положения:
1. Православная Российская Церковь, составляя часть единой Вселенской Христовой Церкви, занимает в Российском Государстве пе́рвенствующее среди других исповеданий публично-правовое положение, подобающее ей, как величайшей святыне огромного большинства населения и как великой исторической силе, созидавшей Российское Государство.
2. Православная Церковь в России в учении веры и нравственности, богослужении, внутренней церковной дисциплине и сношениях с другими автокефальными Церквами независима от государственной власти и, руководясь своими догматико-каноническими началами, пользуется в делах церковного законодательства, управления и суда правами самоопределения и самоуправления.
3. Постановления и узаконения, издаваемые для себя Православною Церковию в установленном ею порядке, со времени обнародования их церковною властью, равно и акты церковного управления и суда признаются Государством имеющими юридическую силу и значение, поскольку ими не нарушаются государственные законы.
4. Государственные законы, касающиеся Православной Церкви, издаются не иначе, как по соглашению с церковною властью.
5. Церковная иерархия и церковные установления признаются Государством в силе и значении, какие им приданы церковными постановлениями. 

<…>
7. Глава Российского Государства, Министр Исповеданий и Министр Народного Просвещения и Товарищи их должны быть православными. 

<…>
14. Церковное венчание по православному чину признается законною формой заключения брака.<…>»

Сергей Булгаков полагал: «Законопроект вырабатывался именно в сознании того, что́ должно быть, в сознании нормального и достойного положения Церкви в России. Наши требования обращены к русскому народу через головы теперешних властей. Конечно, возможно наступление такого момента, когда Церковь должна анафематствовать государство. Но, без сомнения, этот момент ещё не наступил»
7 декабря Собор принял акты, относящиеся к деятельности высших органов церковной власти:
«1. Управление церковными делами принадлежит Всероссийскому Патриарху совместно с Священным Синодом и Высшим Церковным Советом.

2. Патриарх, Священный Синод и Высший Церковный Совет ответственны пред Всероссийским Поместным Собором и представляют ему отчёт о своей деятельности за междусоборный период. <…>»
Таким образом, высшая власть в Церкви организовывалась посредством её разделения между тремя органами — по модели, существовавшей с 1862 года в Константинопольском патриархате в соответствии с положениями «Общих уставов» (Γενικοὶ Κανονισμοί). К ведению Священного синода были отнесены дела иерархически-пастырского, вероучительного, канонического и литургического характера; к компетенции Высшего церковного совета — дела церковно-общественного порядка: административные, хозяйственные, школьно-просветительные; особо важные вопросы, связанные с защитой прав Церкви, подготовкой к предстоящему Собору, открытием новых епархий, подлежали рассмотрению совместного присутствия Священного синода и Высшего церковного совета.
8 декабря было принято «Определение о правах и обязанностях Святейшего Патриарха Московского и всея России» (8 декабря 1917 года), которое гласило:
«1. Патриарх Российской Церкви есть Первоиерарх ея и носит титул „Святейший Патриарх Московский и всея России“.

2. Патриарх а) имеет попечение о внутреннем и внешнем благосостоянии Российской Церкви, в потребных случаях предлагает о надлежащих для того мероприятиях Священному Синоду или Высшему Церковному Совету и является представителем Церкви пред государственною властию; б) созывает Церковные Соборы, согласно положению о них и председательствует на Соборах: в) председательствует в Священном Синоде, Высшем Церковном Совете и соединённом присутствии обоих учреждений; <…>».
9 декабря 1917 года первая сессия Собора завершила свою работу.

### Вторая сессия Собора
Вторая сессия Собора, проходившая с 20 января по 7 (20) апреля 1918 года, рассматривала вопросы, относящиеся к епархиальному управлению, приходской жизни и устройству единоверческих приходов.
Политическая ситуация в стране выдвинула на первый план иные вопросы, отличные от планируемых, и прежде всего отношение к акциям новой власти, затрагивавшим положение и деятельность Православной Церкви. Внимание членов Собора было привлечено к событиям в Петрограде, где 13—21 января 1918 года, по приказу народного комиссара общественного призрения Александры Коллонтай, красные матросы пытались «реквизировать» помещения Александро-Невской лавры, в ходе чего был убит протоиерей Пётр Скипетров; события вызвали грандиозный крестный ход и «всенародное моление» за гонимую Церковь. О событиях вокруг Лавры доносил Собору настоятель Александро-Невской лавры епископ Прокопий (Титов); донесение стало предметом обсуждения в первый же день второй сессии Собора. Протоиерей Николай Цветков оценил события в Петрограде как «первое столкновение со слугами сатаны».
19 января, в свой день рождения, Патриарх Тихон, издал Воззвание, анафематствовавшее «безумцев», которые не назывались конкретно и ясно, но характеризовались следующим образом: «<…> гонения воздвигли на истину Христову явные и тайные враги сей истины и стремятся к тому, чтобы погубить дело Христово и вместо любви христианской всюду сеять семена злобы, ненависти и братоубийственной брани». Воззвание обращалось к верным: «Заклинаем и всех вас, верных чад Православной Церкви Христовой, не вступать с таковыми извергами рода человеческого в какое-либо общение». Послание призывало к защите Церкви:
«Враги церкви захватывают власть над нею и её достоянием силою смертоносного оружия, а вы противопоставьте им силою веры вашего всенародного вопля, который остановит безумцев и покажет им, что не имеют они права называть себя поборниками народного блага, строителями новой жизни по велению народного разума, ибо действуют даже прямо противно совести народной. А если нужно и пострадать за дело Христово, зовём вас, возлюбленные чада церкви, зовём вас на эти страдания вместе с собою словами Св. Апостола: „Кто ны разлучит от любве Божия? Скорбь ли, или теснота, или гонения, или глад, или нагота, или беда, или меч?“ (Рим. 8:35). А вы, братия архипастыри и пастыри, не медля ни одного часа в вашем духовном делании, с пламенной ревностью зовите чад ваших на защиту попранных ныне прав церкви Православной, немедленно устройте духовные союзы, зовите не нуждою, а доброй волей становиться в ряды духовных борцов, которые силе внешней противопоставят силу своего святого воодушевления, и мы твёрдо уповаем, что враги церкви будут посрамлены и расточатся силою креста Христова, ибо непреложно обетование Самого Божественного Крестоносца: „Созижду Церковь Мою, и врата адова не одолеют ей“ (Мф. 16:18)».
22 января Собор обсудил «Воззвание» Патриарха и принял постановление с одобрением воззвания и призывом к Церкви «объединиться ныне вокруг Патриарха, дабы не дать на поругание веры нашей».
23 января был издан утверждённый СНК 20 января (2 февраля) 1918 года «Декрет об отделении церкви от государства и школы от церкви», который провозглашал в Российской Республике свободу совести, запрещал какие бы то ни было «преимущества или привилегии на основании вероисповедной принадлежности граждан», объявлял «народным достоянием» (п. 13) имущества религиозных обществ, лишал их права юридического лица и возможности преподавать вероучение в общеобразовательных учреждениях, включая и частные.
25 января Священный Собор издал «Соборное постановление по поводу декрета совета народных комиссаров об отделении Церкви от государства»:

«1. Изданный советом народных комиссаров декрет об отделении Церкви от государства представляет собою, под видом закона о свободе совести, злостное покушение на весь строй жизни православной Церкви и акт открытого против неё гонения. 

2. Всякое участие как в издании сего враждебного Церкви узаконения, так и в попытках провести его в жизнь несовместимо с принадлежностью к православной Церкви и навлекает на виновных кары вплоть до отлучения от Церкви (в последование 73 правилу святых апостол и 13 правилу VII Вселенского Собора).»

Кроме того, 27 января Собор издал «Воззвание священного Собора к православному народу по поводу декрета народных комиссаров о свободе совести», которое гласило:
«Православные христиане! От века неслыханное творится у нас на Руси Святой. Люди, ставшие у власти и назвавшие себя народными комиссарами, сами чуждые христианской, а некоторые из них и всякой веры, издали декрет (закон), названный „о свободе совести“, а на самом деле устанавливающий полное насилие над совестью верующих. <…>»
25 января 1918 года был убит после взятия Киева большевиками митрополит Владимир Киевский, гибель которого была воспринята как акт открытого гонения на духовенство. В тот же день Собор принял резолюцию, которой Патриарху поручалось назвать имена трёх лиц, которые могли бы стать патриаршими местоблюстителями в случае его смерти до выборов нового патриарха; имена должны были держаться в тайне и быть оглашены в случае невозможности для Патриарха исполнять свои обязанности.
В воскресенье 11 (25) марта в храме Христа Спасителя по совершении литургии, собором архиереев во главе с Патриархом и сонмом прочего духовенства, включая членов Поместного Собора, «с выдающейся торжественностью был совершён „чин в неделю Православия“»; во время которого «протодиак. Розов, став на возвышенную кафедру, помещённую впереди архиерейского амвона близ солеи, прочитал исповедание веры и провозгласил „анафему“ еретикам, богоотступникам, хулителям святой веры, а также „глаголющим хульная на святую веру нашу и возстающим на святые храмы и обители, посягающим на церковное достояние, поношающим и убивающим священников Господних и ревнителей веры отеческия“.»
«Определение Священного Собора Православной Российской Церкви о мероприятиях, вызываемых происходящим гонением на Православную Церковь» от 5 (18) апреля 1918 года гласило:
«1. Установить возношение в храмах за Богослужением особых прошений о гонимых ныне за Православную Веру и Церковь и о скончавших жизнь свою исповедниках и мучениках. 

2. Совершать торжественные моления: а) поминальное об упокоении со святыми усопших и б) благодарственное о спасении оставшихся в живых. <…> 

3. Установить во всей России ежегодное молитвенное поминовение в день 25-го января, или в следующий за сим воскресный день (вечером) всех усопших в нынешнюю лютую годину гонений исповедников и мучеников. <…>»
Священный Собор, кроме того, рассмотрел вопрос о статусе единоверия, существовавшего в Российской Церкви с 1800 года; принятое «Определение» от 22 февраля (7 марта) 1918 года гласило:
 «1. Единоверцы суть чада Единой Святой Соборной и Апостольской Церкви, кои, с благословления Поместной Церкви, при единстве веры и управления, совершают церковные чинопоследования по Богослужебным книгам, изданным при первых пяти Русских Патриархах, — при строгом сохранении древнерусского бытового уклада.

2. Единоверческие приходы входят в состав православных епархий и управляются, по определению Собора или по поручению правящего Архиерея, особыми единоверческими Епископами, зависимыми от епархиального Архиерея. <…>»
Принятый 7 (20) апреля 1918 года Приходской устав (заключительное, 129-е деяние второй сессии Собора) закрепил определённую степень автономности прихода; предусматривалось и создание союзов приходов.
Вторая сессия Священного Собора завершилась 7 (20) апреля 1918 года.

### Третья сессия Собора
В повестке третьей сессии, проходившей с 19 июня (2 июля) по 7 (20) сентября 1918 года, намечено было выработать соборные Определения о деятельности высших органов церковного управления, о Местоблюстителе Патриаршего Престола; о монастырях и монашествующих; о привлечении женщин к деятельному участию на разных поприщах церковного служения; об охране церковных святынь от кощунственного захвата и поругания.
4 июля (17 июля) 1918 года произошло убийство бывшего императора Николая II и его семьи, в связи с чем в заседании Собора 6 (19) июля, после прений, вопрос о служении по убиенном бывшем императоре панихиды был поставлен на голосование. Из присутствовавших в заседании 143 членов Поместного собора против проведения поминальной службы проголосовало 28 членов (около 20 %) и 3 воздержалось; Патриарх при общем пении членов Собора совершил заупокойную литию. Также было сделано распоряжение отслужить во всех церквах России панихиды с поминовением по формуле: «[об упокоении] бывшего Императора Николая II».
13 (26) августа, по докладу профессора Петроградского университета Бориса Александровича Тураева, Собор принял решение о восстановлении празднования памяти всех российских святых.
12 сентября Собор обсудил и принял определение «Об охране церковных святынь от кощунственного захвата и поругания», которое в частности, гласило:

«<…>3. Никто из православных христиан под страхом церковного отлучения да не дерзнёт участвовать в изъятии святых храмов, часовен и священных предметов, в них находящихся, из действительного обладания Святой Церкви.<…>»

20 сентября 1918 года члены Собора собрались на последнее заседание. Соборное Определение от 7/20 сентября 1918 года гласило:
«1. Предоставить Святейшему Патриарху созвать будущий очередной Собор весною 1921 года на началах, установленных в докладе Отдела о Высшем Церковном Управлении для созыва больших Соборов девятилетнего периода.

2. Сохранить за избранными настоящим Собором Членами Священного Синода и Высшего Церковного Совета их полномочия до избрания нового состава сих учреждений будущим Собором.»
В тот же день, обращаясь к собравшимся, Патриарх Тихон объявил о прекращении работы Собора.

## Память
На нижнем этаже Московского епархиального дома был устроен храм в честь Святых отцов Поместного собора 1917—1918 года, освящённый 19 февраля 2010 года малым чином. В 2012 году специалистами ПСТГУ была создана икона «Отцы Поместного собора 1917—1918 года».
На основании решения Священного синода от 27 декабря 2016 года (журнал № 104) был образован «Организационный комитет празднования 100-летия открытия Священного собора Православной российской Церкви и восстановления Патриаршества в Русской православной церкви» под председательством митрополита Варсонофия. В ходе заседаний 21 февраля, 15 марта и 5 апреля 2017 года оргкомитет определил план юбилейных мероприятий в 39 пунктов и отдельный план юбилейных мероприятий в духовных учебных заведениях в 178 пунктов. Планы мероприятий включали проведение конференций, лекториев и выставок в Москве и других городах, ряд научных и популярных издательских проектов, а также освещение юбилейных тем в средствах массовой информации. Центральные торжества намечены на 28 августа — 100-летие открытия Собора, 18 ноября — 100-летие избрания патриарха Тихона и 4 декабря — в день его Патриаршей интронизации.
24 августа 2017 года патриарх Кирилл издал послание по случаю 100-летия Поместного собора 1917—1918 годов. По его словам, «влияние Собора мы в полной мере чувствуем и сегодня, в нашей современной жизни, и, как уже отмечалось не раз, многие решения, принятые Архиерейскими Соборами последних лет, своими корнями уходят в размышления и постановления, сформулированные в ходе Собора 1917—1918 гг.».

### Собор отцов Поместного собора Церкви русской 1917—1918 годов
4 мая 2017 года Священный синод Русской православной церкви включил в богослужебный месяцеслов соборную память «Отцев Поместнаго Собора Церкви Русския 1917—1918 гг.». В качестве дня памяти установлена дата 5 (18) ноября — день избрания святителя Тихона на Московский патриарший престол.
Решением Священного синода от 29 июля 2017 года были утверждены тропарь, кондак и величания Святым отцам Поместного собора Церкви русской.
- святитель Тихон, патриарх Московский и всея Руси (†1925)
- священномученик митрополит Владимир (Богоявленский †1918)
- священномученик архиепископ Андроник (Никольский †1918)
- священномученик архиепископ Василий (Богоявленский †1918)
- священномученик епископ Гермоген (Долганёв †1918)
- священномученик епископ Ефрем (Кузнецов †1918)
- священномученик епископ Лаврентий (Князев †1918)
- преподобномученик архимандрит Варлаам (Коноплёв †1918)
- преподобномученик архимандрит Матфей (Померанцев †1918)
- мученик Алексий Зверев (†1918)
- мученик Николай Варжанский (†1918)
- священномученик архиепископ Митрофан (Краснопольский †1919)
- священномученик епископ Платон (Кульбуш †1919)
- священномученик архиепископ Тихон (Никаноров †1920)
- священномученик архиепископ Сильвестр (Ольшевский †1920)
- священномученик епископ Симон (Шлеёв †1921)
- священномученик митрополит Вениамин (Казанский †1922)
- священномученик архимандрит Сергий (Шеин †1922)
- преподобный Алексий (Соловьёв †1928)
- священноисповедник митрополит Агафангел (Преображенский †1928)
- священномученик архимандрит Вениамин (Кононов †1928)
- священномученик архиепископ Иларион (Троицкий †1929)
- священномученик епископ Василий (Зеленцов †1930)
- священномученик архиепископ Иоанн (Поммер †1934)
- священномученик священник Василий Малахов (†1937)
- священномученик протопресвитер Александр Хотовицкий (†1937)
- священномученик протоиерей Константин Богословский (†1937)
- священномученик митрополит Евгений (Зёрнов †1937)
- священномученик митрополит Петр (Полянский †1937)
- священномученик митрополит Кирилл (Смирнов †1937)
- священномученик архиепископ Прокопий (Титов †1937)
- священномученик протоиерей Илия Громогласов (†1937)
- священномученик архиепископ Серафим (Остроумов †1937)
- священномученик архиепископ Николай (Добронравов †1937)
- священномученик архимандрит Кронид (Любимов †1937)
- священномученик митрополит Серафим (Чичагов †1937)
- священномученик протоиерей Сергий Голощапов (†1937)
- священномученик архимандрит Исаакий (Бобраков †1938)
- священномученик архиепископ Александр (Трапицын †1938)
- священномученик митрополит Анатолий (Грисюк †1938)
- мученик Иоанн Попов (†1938)
- священномученик протоиерей Иоанн Артоболевский (†1938)
- священномученик протоиерей Михаил Околович (†1938)
- священномученик архиепископ Никодим (Кротков †1938)
- священноисповедник епископ Афанасий (Сахаров †1962)
- священноисповедник протоиерей Петр Чельцов (†1972).

### Публикация трудов Собора
В 1917—1918 годах Соборным советом было издано около ста деяний Собора. Издание было неполным, в него не вошли многие предварительные материалы, касавшиеся подготовки и работы заседаний Собора.
С 1993 по 2000 год усилиями московского Новоспасского монастыря были подготовлены первые репринтные публикации деяний и постановлений Поместного собора 1917—1918 годов.
В 2000 году в Обществе любителей церковной истории был издан трёхтомный «Обзор деяний Собора».
В сентябре 2011 года в Новоспасском монастыре был создан научно-редакционный совет по научно-академическому изданию трудов Собора. Его первое заседание состоялось 14 октября 2011 года. К настоящему моменту изданы: первый (2012), второй (2013), третий (2014), четвёртый (2015), пятый (2015), девятнадцатый (2016), шестой (2016), двенадцатый и четырнадцатый (2017), седьмой и восьмой (2019), шестнадцатый (2020), тринадцатый (2022) и двадцать пятый (2022) двадцать второй (2023), двадцать шестой (2024), двадцать девятый (2024) тома.

### Нумизматика
25 октября 2018 года Банк России выпустил в обращение памятную серебряную монету номиналом 100 рублей «100-летие Всероссийского Церковного Собора 1917—1918 годов и восстановления Патриаршества в Русской православной церкви».

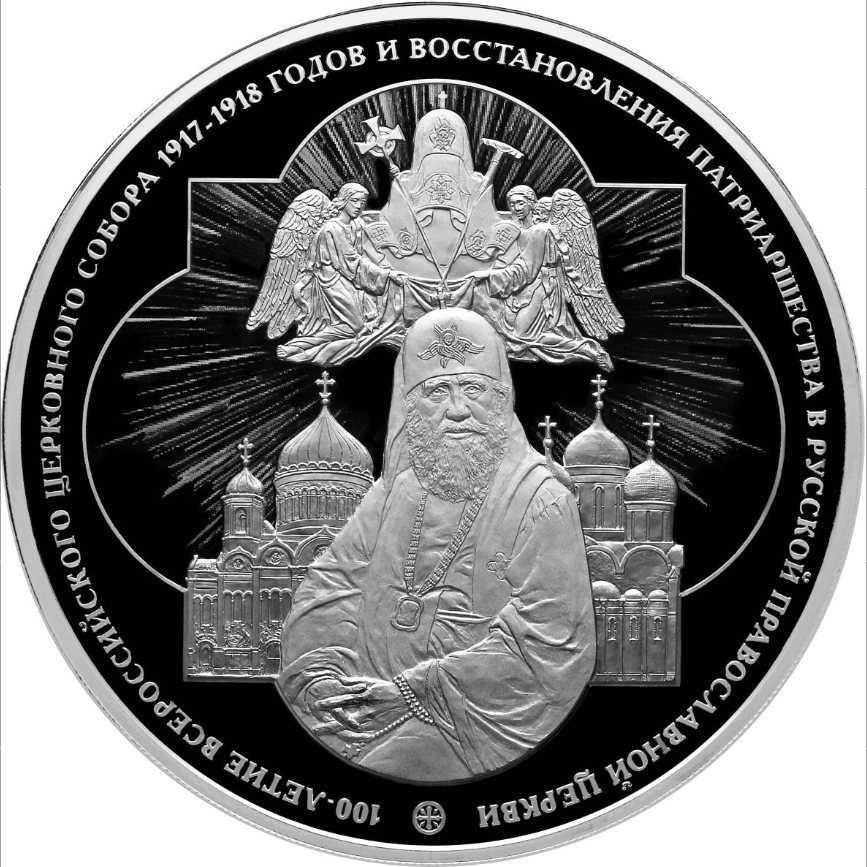
Патриарх Тихон, Храм Христа Спасителя и Успенский собор Московского Кремля на памятной серебряной монете Банка России 2018 года номиналом 100 рублей ко 100-летию Всероссийского Церковного Собора 1917—1918 годов